# Sung Jae-ki
En aquest nom coreà, el cognom és Sung.
Sung Jae-ki   (Daegu, 11 de setembre de 1967 - Seül, 26 de juliol de 2013) fou un polític, activista dels drets humans i activista cívic, filòsof liberal sud-coreà.
Famós activista anti-feminista sud-coreà i líder de l'Associació d'Hòmens (남성연대 男性連帶). Va rebre el suport de molts joves internautes. El 26 de novembre 2006 va fundar l'"Associació antifeminista per l'Alliberament dels Homes" (반 페미니즘 남성해방연대). El 4 de gener 2007 va fundar l'Associació "per l'Abolició del Ministeri d'Equitat de Gènere i Família" (여성부폐지운동본부, 女性部廢止運動本部). Va saltar del pont Mapo a Seül, el 26 de juliol. L'home coreà que va filmar el fet, va dir a la policia que Sung havia dit que no es preocupessin perquè era un bon nedador. però el seu cos va ser trobat a la tarda del 29 quan surava al riu Han. La raó del seu suïcidi és la protesta per la discriminació de gènere. "El mascle és un humà!(남자도 사람이다!)" van ser les seves últimes paraules.